# Championnats d'Afrique de natation 2018
Navigation
Bloemfontein 2016 Durban 2020 (annulée)
La 13e édition des Championnats d'Afrique de natation se déroule à Alger du 10 au 16 septembre 2018. L'Algérie accueille pour la première fois de son histoire cet événement bisannuel organisé par la Confédération africaine de natation amateur.

## Podiums

### Hommes
| Épreuves               | Or                                                                                 | Argent                                                                                          | Bronze                                                                                              |
| Nage libre             | Nage libre                                                                         | Nage libre                                                                                      | Nage libre                                                                                          |
| ---------------------- | ---------------------------------------------------------------------------------- | ----------------------------------------------------------------------------------------------- | --------------------------------------------------------------------------------------------------- |
| 50 m                   | Ali Khalafalla 22 s 51                                                             | Bradley Vincent 22 s 86                                                                         | Abdelrahman Sameh 23 s 03                                                                           |
| 100 m                  | Mohamed Samy 49 s 39                                                               | Ali Khalafalla 49 s 89                                                                          | Bradley Vincent 50 s 24                                                                             |
| 200 m                  | Mohamed Samy 1 min 49 s 62                                                         | Marwan Elkamash 1 min 49 s 88                                                                   | Mohamed Aziz Ghaffari 1 min 50 s 07                                                                 |
| 400 m                  | Marwan Elkamash 3 min 51 s 12                                                      | Marwan El-Amrawy 3 min 55 s 52                                                                  | Mohamed Aziz Ghaffari 3 min 56 s 68                                                                 |
| 800 m                  | Marwan Elkamash 8 min 02 s 37                                                      | Marwan El-Amrawy 8 min 07 s 42                                                                  | Ahmed Hafnaoui 8 min 08 s 74                                                                        |
| 1 500 m                | Marwan Elkamash 15 min 26 s 40                                                     | Marwan El-Amrawy 15 min 32 s 23                                                                 | Ahmed Hafnaoui 15 min 45 s 46                                                                       |
| Dos                    |                                                                                    |                                                                                                 | |
| 50 m                   | Mohamed Samy 25 s 49                                                               | Jacques van Wyk 25 s 90                                                                         | Abdellah Ardjoune 26 s 54                                                                           |
| 100 m                  | Mohamed Samy 55 s 49                                                               | Jacques van Wyk 55 s 54                                                                         | Ali Khalafalla 56 s 70                                                                              |
| 200 m                  | Mohamed Ryad Bouhamidi 2 min 05 s 13                                               | Jacques van Wyk 2 min 05 s 76                                                                   | Mohamed Samy 2 min 06 s 88                                                                          |
| Brasse                 |                                                                                    |                                                                                                 | |
| 50 m                   | Youssef El-Kamash 28 s 04                                                          | Wassim Elloumi 28 s 25                                                                          | Alaric Basson 28 s 42                                                                               |
| 100 m                  | Wassim Elloumi 1 min 01 s 26                                                       | Youssef El-Kamash Alaric Basson 1 min 01 s 54                                                   | Non attribuée                                                                                       |
| 200 m                  | Ayrton Sweeney 2 min 14 s 04                                                       | Wassim Elloumi 2 min 15 s 76                                                                    | Alaric Basson 2 min 16 s 16                                                                         |
| Papillon               |                                                                                    |                                                                                                 | |
| 50 m                   | Abdelrahman Sameh 23 s 71                                                          | Ali Khalafalla 24 s 10                                                                          | Yusuf Tibazi 24 s 11                                                                                |
| 100 m                  | Mohamed Samy 53 s 72                                                               | Yusuf Tibazi 54 s 20                                                                            | Ralph Goveia 54 s 53                                                                                |
| 200 m                  | Marwan Elkamash 2 min 00 s 96                                                      | Ruan Breytenbach 2 min 01 s 20                                                                  | Said Saber 2 min 02 s 49                                                                            |
| Quatre nages           |                                                                                    |                                                                                                 | |
| 200 m                  | Mohamed Samy 2 min 01 s 21                                                         | Ayrton Sweeney 2 min 02 s 16                                                                    | Moncef Aymen Balamane 2 min 05 s 23                                                                 |
| 400 m                  | Ayrton Sweeney 4 min 21 s 69                                                       | Ruan Breytenbach 4 min 25 s 80                                                                  | Ahmed Hamdy 4 min 26 s 73                                                                           |
| Relais                 |                                                                                    |                                                                                                 | |
| 4 x 100 m nage libre   | Égypte 3 min 21 s 61 Abdelrahman Sameh Marwan Elkamash Mohamed Samy Ali Khalafalla | Afrique du Sud 3 min 26 s 80 Jacques van Wyk Matthew Bowers Alaric Basson Ayrton Sweeney        | Tunisie 3 min 27 s 92 Mohamed Lagili Ahmed Hafnaoui Mohamed Ali Chaouachi Mohamed Aziz Ghaffari     |
| 4 x 200 m nage libre   | Égypte 7 min 28 s 10 Marwan El-Amrawy Marwan Elkamash Ahmed Hamdy Mohamed Samy     | Tunisie 7 min 31 s 55 Mohamed Lagili Mohamed Ali Chaouachi Ahmed Hafnaoui Mohamed Aziz Ghaffari | Afrique du Sud 7 min 38 s 19 Ruan Breytenbach Alaric Basson Ayrton Sweeney Alard Basson             |
| 4 x 100 m quatre nages | Égypte 3 min 42 s 87 Mohamed Samy Youssef Elkamash Marwan Elkamash Ali Khalafalla  | Afrique du Sud 3 min 43 s 21 Jacques van Wyk Alaric Basson Alard Basson Ayrton Sweeney          | Algérie 3 min 48 s 26 Abdallah Ardjoune Moncef Aymen Balamane Lounis Khendriche Mehdi Nazim Benbara |
| Nage en eau libre      |                                                                                    |                                                                                                 | |
| 5 km nage en eau libre | Marwan El Amrawy 57 min 55 s 21                                                    | Saïd Saber 58 min 21 s 42                                                                       | Adel El Bahari 59 min 23 s 50                                                                       |

### Femmes
| Épreuves               | Or                                                                                        | Argent                                                                               | Bronze                                                                                       |
| Nage libre             | Nage libre                                                                                | Nage libre                                                                           | Nage libre                                                                                   |
| ---------------------- | ----------------------------------------------------------------------------------------- | ------------------------------------------------------------------------------------ | -------------------------------------------------------------------------------------------- |
| 50 m                   | Farida Osman 25 s 11                                                                      | Erin Gallagher 25 s 17                                                               | Amel Melih 26 s 15                                                                           |
| 100 m                  | Erin Gallagher 54 s 79                                                                    | Farida Osman 56 s 80                                                                 | Nesrine Medjahed 58 s 09                                                                     |
| 200 m                  | Hania Moro 2 min 04 s 46                                                                  | Jessica Whelan 2 min 06 s 14                                                         | Janie Coetzer 2 min 07 s 08                                                                  |
| 400 m                  | Hania Moro 4 min 21 s 76                                                                  | Jessica Whelan 4 min 23 s 76                                                         | Souad Cherouati 4 min 24 s 42                                                                |
| 800 m                  | Hania Moro 8 min 56 s 95                                                                  | Souad Cherouati 9 min 01 s 68                                                        | Janie Coetzer 9 min 12 s 79                                                                  |
| 1500 m                 | Hania Moro 17 min 15 s 45                                                                 | Souad Cherouati 17 min 21 s 41                                                       | Samantha Randle 17 min 25 s 08                                                               |
| Dos                    |                                                                                           |                                                                                      |                                                                                              |
| 50 m                   | Erin Gallagher 29 s 04                                                                    | Samiha Mohsen 29 s 51                                                                | Amel Melih 29 s 67                                                                           |
| 100 m                  | Samiha Mohsen 1 min 04 s 19                                                               | Hannah Kiely 1 min 04 s 53                                                           | Hiba Fahsi 1 min 05 s 98                                                                     |
| 200 m                  | Samantha Randle 2 min 17 s 15                                                             | Hannah Kiely 2 min 22 s 01                                                           | Hiba Fahsi 2 min 22 s 18                                                                     |
| Brasse                 |                                                                                           |                                                                                      |                                                                                              |
| 50 m                   | Lara van Niekerk 31 s 99                                                                  | Tilka Paljk 32 s 15                                                                  | Jade Simons 33 s 10                                                                          |
| 100 m                  | Lara van Niekerk 1 min 11 s 13                                                            | Rowida Hesham 1 min 12 s 01                                                          | Jade Simons 1 min 12 s 19                                                                    |
| 200 m                  | Lara van Niekerk 2 min 35 s 25                                                            | Rowida Hesham 2 min 38 s 99                                                          | Hamida Rania Nefsi 2 min 40 s 10                                                             |
| Papillon               |                                                                                           |                                                                                      |                                                                                              |
| 50 m                   | Farida Osman 26 s 16                                                                      | Erin Gallagher 26 s 64                                                               | Amel Melih 27 s 52                                                                           |
| 100 m                  | Farida Osman 59 s 03                                                                      | Erin Gallagher 1 min 00 s 45                                                         | Nesrine Medjahed 1 min 04 s 75                                                               |
| 200 m                  | Rowida Hesham 2 min 20 s 25                                                               | Hamida Rania Nefsi 2 min 21 s 59                                                     | Jessica Whelan 2 min 22 s 79                                                                 |
| Quatre nages           |                                                                                           |                                                                                      |                                                                                              |
| 200 m                  | Jessica Whelan 2 min 19 s 91                                                              | Hamida Rania Nefsi 2 min 21 s 72                                                     | Farah Ben Khelil 2 min 21 s 76                                                               |
| 400 m                  | Hamida Rania Nefsi 4 min 56 s 96                                                          | Samantha Randle 4 min 59 s 75                                                        | Jessica Whelan 5 min 00 s 66                                                                 |
| Relais                 |                                                                                           |                                                                                      |                                                                                              |
| 4 x 100 m nage libre   | Afrique du Sud 3 min 52 s 63 Lesley Blignaut Hannah Kiely Janie Coetzer Erin Gallagher    | Égypte 3 min 55 s 27 Hania Moro Rowida Hesham Samiha Mohsen Farida Osman             | Algérie 3 min 55 s 65 Nesrine Medjahed Hamida Rania Nefsi Souad Nafissa Cherouati Amel Melih |
| 4 x 200 m nage libre   | Afrique du Sud 8 min 29 s 89 Jessica Whelan Janie Coetzer Tori Oliver Erin Gallagher      | Algérie 8 min 33 s 30 Amel Melih Majda Chebaraka Hamida Rania Nefsi Nesrine Medjahed | Tunisie 9 min 05 s 40 Menna Kchouk Alya Gara Habiba Belghith Farah Ben Khelil                |
| 4 x 100 m quatre nages | Afrique du Sud 4 min 12 s 83 Hannah Kiely Lara van Niekerk Erin Gallagher Lesley Blignaut | Égypte 4 min 15 s 96 Samiha Mohsen Rowida Hesham Farida Osman Hania Moro             | Algérie 4 min 26 s 46 Imène Kawthar Zitouni Hamida Rania Nefsi Nesrine Medjahed Amel Melih   |
| Nage en eau libre      |                                                                                           |                                                                                      |                                                                                              |
| 5 km nage en eau libre | Souad Nafissa Cherouati 1 h 02 min 49 s 02                                                | Sandy Atef 1 h 02 min 50 s 48                                                        | Dana Akl 1 h 03 min 43 s 81                                                                  |

### Mixte
| Épreuves               | Or                                                                             | Argent | Bronze                                                                                                   |
| Relais                 | Relais                                                                         | Relais | Relais                                                                                                   |
| ---------------------- | ------------------------------------------------------------------------------ | --- | --- |
| 4 x 100 m nage libre   | Égypte 3 min 36 s 94 Ali Khalafalla Samiha Mohsen Farida Osman Mohamed Samy    | Afrique du Sud 3 min 37 s 04 Jacques van Wyk Alaric Basson Erin Gallagher Hannah Kiely Matthew Bowers Lesley Blignaut Janie Coetzer Ayrton Sweeney | Algérie 3 min 40 s 39 Aimen Benabid Mehdi Nazim Benbara Nesrine Medjahed Amel Melih                      |
| 4 x 100 m quatre nages | Égypte 3 min 55 s 99 Samiha Mohsen Youssef El-Kamash Farida Osman Mohamed Samy | Algérie 4 min 02 s 79 Abdellah Ardjoune Moncef Aymen Balamane Nesrine Medjahed Amel Melih                                                          | Tunisie 4 min 05 s 61 Farah Ben Khelil Wassim Elloumi Alya Gara Mohamed Lagili Adnan Beji Haithem Mbarki |

En italique, nageurs ayant participé aux séries mais pas à la finale.

## Tableau des médailles
- Nation organisatrice

| Rang  | Nation         | Or | Argent | Bronze | Total |
| ----- | -------------- | -- | ------ | ------ | ----- |
| 1     | Égypte         | 28 | 14     | 6      | 48    |
| 2     | Afrique du Sud | 12 | 18     | 10     | 40    |
| 3     | Algérie        | 3  | 6      | 13     | 22    |
| 4     | Tunisie        | 1  | 3      | 8      | 12    |
| 5     | Maroc          | 0  | 2      | 4      | 6     |
| 6     | Maurice        | 0  | 1      | 1      | 2     |
| 6     | Zambie         | 0  | 1      | 1      | 2     |
| Total | Total          | 44 | 45     | 43     | 132   |